# テーパー郡
座標: 北緯6度49分42秒 東経100度57分54秒 / 北緯6.82833度 東経100.96500度
テーパー郡(テーパーぐん、タイ語: เทพา)はタイ南部ソンクラー県の郡の一つ。

## 歴史
ムアン・テーパーはもともと都市国家ムアン・パッタルンに従属する第四等のムアンであった。このムアンの治政者はムアン・パッタルンに対して、従属の貢物として金銀で作った木を献上していた。ラーマ2世の治世にテーパーはソンクラーに再配置され、第三等のムアンに格上げされた。
1901年、タイの近代地方行政制度テーサピバーン制が制定されると、ムアン・テーパーはソンクラーの一郡として格下げされた。当時の郡庁はタムボン・テーパー第2村バーンプラプット(บ้านพระพุทธ)に置かれた。1932年に郡を通過する鉄道が建設されると、タームアン駅により近い、アクセスが容易なタムボン・テーパー第1村バーンタープルーに移築し、さらに駅名もテーパー駅と変更した。

## 地名の由来
テーパーの名はもともとマレー語の地名ティバ（Tiba）がタイ語風に訛ったものである。ティバとはマレー語で「到着」を意味する。

## 地理
テーパー郡は東から時計回りにパッターニー県ノーンチック郡、コークポー郡、ソンクラー県サバーヨーイ郡、ナータウィー郡、チャナ郡に接する。北はタイランド湾に面する。

## 行政区分
テーパー郡は7のタムボンに分かれ、さらにその下位に65の村（ムーバーン）がある。郡内には2つのテーサバーンがある。テーサバーンタムボン・テーパーはタムボン・テーパーの一部を管理している。テーサバーンタムボン・ラムプライは、タムボン・ラムプライ全体を管理している。その他のそれぞれのタムボンはタムボン行政体により行政が行われている。
| No. | 名                     | タイ語   | 村数 | 人口   |
| --- | ---------------------- | -------- | ---- | ------ |
| 1.  | タムボン・テーパ―      | เทพา     | 8    | 11,667 |
| 2.  | タムボン・パークバーン | ปากบาง   | 8    | 08,673 |
| 3.  | タムボン・コサバー     | เกาะสะบ้า | 8    | 05,310 |
| 4.  | タムボン・ラムプライ   | ลำไพล    | 11   | 14,003 |
| 5.  | タムボン・タームアン   | ท่าม่วง    | 14   | 15,778 |
| 6.  | タムボン・ワンヤイ     | วังใหญ่    | 8    | 06,616 |
| 7.  | タムボン・サコーム     | สะกอม    | 8    | 07,231 |

## 注脚
1. ↑  “อำเภอเทพา  จังหวัดสงขลา”